# Dis-moi que je rêve
Pour plus de détails, voir Fiche technique et Distribution.
Dis-moi que je rêve est un film français réalisé par Claude Mouriéras, sorti en 1998. Prix Jean-Vigo 1998.

## Fiche technique
- Titre : Dis-moi que je rêve
- Réalisation : Claude Mouriéras
- Scénario : Claude Mouriéras
- Photographie : William Lubtchansky
- Production : Philippe Carcassonne
- Pays d'origine :  France
- Format : couleurs
- Genre : comédie dramatique
- Durée : 97 minutes
- Date de sortie : 1998

## Distribution
- Frédéric Pierrot : Luc
- Muriel Mayette : Jeanne
- Vincent Dénériaz : Julien
- Cédric Vieira : Jules
- Julien Charpy :  Yannick
- Stéphanie Frey : Marion

## Distinctions
- Golden Precolumbian Circle au Festival du film de Bogota de 1999
- Prix Jean-Vigo en 1998